# Manhua
Manhua (chinesisch 漫畫 / 漫画, Pinyin mànhuà, Jyutping maan6waa6) ist der chinesische Begriff für Comics. Außerhalb Chinas wird der Begriff für Comics aus China verwendet. Die meisten Manhuas entstehen in Taiwan und Hongkong.
In den 1920er und 1930er Jahren prägten Feng Zikai (1898–1975), Ye Qianyu und Zhang Leping mit ihren Comicstrips den Manhua. Zu den bekanntesten Werken aus dieser Zeit zählt Zhang Lepings Sanmao (三毛,  Sānmáo – „Dreihaar“). Der Begriff Manhua kam 1925 mit der Veröffentlichung von Feng Zikais Zikai manhua (子愷漫畫 / 子恺漫画,  Zǐkǎi Mànhuà) auf.
Zeichner von Manhuas werden Manhuajia (漫畫家 / 漫画家,  mànhuàjiā – „Comiczeichner, Manhua-Zeichner“) genannt.